# 水果忍者
《水果忍者》是Halfbrick工作室開發的一款電子遊戲，於2010年4月21日在iPod Touch和iPhone設備首次推出。遊戲獲得了業界和消費者的好評，在2010年9月已獲得超過300萬銷量，同年12月已超過400萬銷量。2011年3月，遊戲在各平台已獲得超過2000萬銷量。2012年5月，《水果忍者》已獲得超過3億次銷量，安裝於全美三分之一的iPhone設備。遊戲評論人認為遊戲成本較低，且玩法令人上癮，讓遊戲創造出巨大價值。他們更讚揚了Halfbrick為遊戲提供的更新，如帶來線上多人、排行榜等新的玩法。然而有人則批評遊戲的難度曲線不均衡。

## 玩法

一次切到多个水果（combo）会加额外分数

玩家通过触摸屏控制刀来切水果。当水果出现在屏幕上时，玩家将手指滑过屏幕来进行切的动作，以尝试将水果切为两半。当一次切到多个水果（combo）和使用多个手指同时切开多个水果时会加额外分数。玩家必须切开所有出现的水果，如果错过了三个水果，游戏结束（除了使用毛笔刀刃）。当分数达到100的倍数时，玩家会得到额外的生命，但生命值不会大于游戏开始时的生命值。炸弹会偶尔出现在屏幕上，如果玩家误切到它们，且没有使用“炸弹偏转”时游戏也会结束。
在禅模式中，玩家需要在90秒内且在没有炸弹的阻碍下尽可能的得到高分。街机模式与禅模式类似，但炸弹仅会从玩家的实时分数中扣除10分，而不是使玩家输掉游戏，并且随机出现的特殊香蕉会带来独特的效果。例如，在有限的时间获得双倍得分，提高水果出现的数量，减慢所有水果的运动速度。在经典模式与街机模式中，会有特殊的石榴突然出现。其中，在街机模式中，是每局游戏即将结束时都会出现的。玩家可以连续切多次以得到额外分数。在经典模式中也会出现如很稀有的火龙果，切到的话会直接得到50分。

## 开发与发行
该游戏于2010年4月21日首次发布，包含IPod touch和IPhone版本。2010年7月12日，IPad版本的《水果忍者HD》发布。2010年9月17日，《水果忍者》移植到Android平台。2010年11月2日，宣布推出街机模式。该模式于两天后，即11月4日发布。2010年12月，《水果忍者》和《水果忍者HD》的iOS平台精简版，作为游戏的Demo发布。该游戏在2010年12月22日还发行了Windows Phone 7版本。2011年10月20日，水果忍者特别版Puss in Boots（穿靴子的猫）发布。此版本主要增加了闯关模式，提供多种挑战，另一个模式则与原版经典模式类似。除此之外，本版本还增加了背景语音。2011年10月1日，水果忍者特别版super（火龙果版）发布。此版本主要增加了无限火龙果，所有水果都是火龙果。

## 评价
该游戏收获了评论家的一致好评。根据Metacritic上的12条评论，游戏的平均得分为75分（满分100分）。根据GameRankings上的5条评论，得分为87%。除此之外，该游戏还被時代雜誌评为2011年50个最佳应用程序之一。
评论家在游戏的整体趣味性上的意见大多数是统一的。IGN的Levi Buchanan表示这款游戏很有趣，而且他重复了三遍。除此之外，他认为这款游戏是有“即时性乐趣的”Slide to Play的Chris Reed同意这个观点并表示这款游戏非常适合那些有短暂无聊的消费者。比如在排队等候的时候，“这似乎能将时间缩短一半”。GameZebo的Jim Squires认为这款游戏简单且让人上瘾。DIYGamer的Geoff Gibson认为《水果忍者》将变为App Store的一件大事。一些评论家称赞了游戏价格和Halfbrick承诺对游戏的不断更新。 GameZone的James Pikover表示“也许最棒的部分是这款游戏还依旧没有完成”。然后他还谈到了未来可用的游戏模式以及对游戏性价比的同意。App Spy的Andrew Nesvadba对Halfbrick的承诺表示同意认为游戏的更新简直无与伦比，另外，他还表扬了游戏的图形设计并称之为“甜美的”。BuzzFocus的评论家表扬了游戏便宜的价格并且对消费者说"真的应该马上下载这款游戏。

### 销售
iOS版本的《水果忍者》在发售第一个月便售出了超过20万份。第三个月售出超过100万份。2010年9月，该作已售出200万份。2010年12月，销售量达到了400万。截止2011年3月，全平台下载量超过2000万。2012年5月，该作达到了3亿次的下载量，全美三分之一的iPhone用户都下载过这款游戏。2015年，下载量达到10亿次。

## 注脚
1. 1 2 3  Buchanan, Levi. . IGN. 2010-04-28  [2010-12-22]. （原始内容存档于2012-11-23）.
2. ↑  Hinkle, David. . Joystiq. 2010-07-12  [2010-12-22]. （原始内容存档于2012-11-23）.
3. ↑  . GameSpot.   [2010-12-22]. （原始内容存档于2010-12-19）.
4. 1 2  Rubino, Daniel. . Windows Phone Central. 2010-12-21  [2010-12-27]. （原始内容存档于2012-11-23）.
5. ↑  . All About Symbian.   [2011-04-02]. （原始内容存档于2012-09-20）.
6. ↑  . Samsung Apps（英语：Samsung Apps）.   [2011-04-13]. （原始内容存档于2011-05-04）.
7. ↑  Hinkle, David. . Joystiq. 2011-06-06  [2011-06-07]. （原始内容存档于2012-09-20）.
8. ↑  . Windows 8 Apps.   [2012-08-10]. （原始内容存档于2012-09-19）.
9. ↑  . PlayStation.Blog.   [2013-08-12]. （原始内容存档于2015-05-01）.
10. ↑  . Halfbrick Studios.   [2015-02-27]. （原始内容存档于2015-03-15）.
11. 1 2 3  Kim, Arnold. . TouchArcade. 2010-04-21  [2018-07-14]. （原始内容存档于2021-01-31）.
12. 1 2 3 4  Pikover, James. . GameZone. 2010-06-29  [2010-12-22]. （原始内容存档于2010-07-02）.
13. 1 2  Robinson, Black. . Mashable. 2010-11-02  [2010-12-22]. （原始内容存档于2020-08-09）.
14. ↑  Larsen, Phil. . Halfbrick. 2010-11-04  [2010-12-22]. （原始内容存档于2013-01-16）.
15. ↑  Larsen, Phil. . Halfbrick. 2010-12-22  [2010-12-22]. （原始内容存档于2013-02-19）.
16. 1 2  . GameRankings. CBS互動.   [2014-10-31]. （原始内容存档于2019-12-09）.
17. 1 2  . Metacritic. CBS互動.   [2014-10-31]. （原始内容存档于2020-10-13）.
18. ↑  . Metacritic. CBS互動.   [2018-07-14]. （原始内容存档于2020-11-06）.
19. ↑  . Metacritic. CBS互動.   [2018-07-14]. （原始内容存档于2021-04-01）.
20. ↑  . Metacritic. CBS互動.   [2018-07-14]. （原始内容存档于2020-11-25）.
21. 1 2 3  Nesvadba, Andrew. . App Spy.   [2010-12-22]. （原始内容存档于2012-11-23）.
22. 1 2  Squires, Jim. . GameZebo. 2010-05-13  [2010-12-22]. （原始内容存档于2012-11-23）.
23. 1 2  Reed, Chris. . Slide to Play. 2010-09-17  [2010-12-22]. （原始内容存档于2012-11-23）.[]
24. ↑  Starr, Miral. . 時代雜誌. 2011-01-27  [2011-01-27]. （原始内容存档于2013-08-24）.
25. ↑  Gibson, Geoff. . DIYGamer. 2010-04-21  [2010-12-22]. （原始内容存档于2010-04-27）.
26. ↑  Bags. . BuzzFocus. 2010-04-25  [2010-12-22]. （原始内容存档于2010-04-28）.
27. ↑  Hinkle, David. . Joystiq. 2010-05-10  [2010-12-22]. （原始内容存档于2012-10-18）.
28. ↑  . Gamasutra. 2010-07-05  [2010-12-22]. （原始内容存档于2018-07-15）.
29. ↑  McElroy, Justin. . Joystiq. 2010-09-23  [2010-12-22]. （原始内容存档于2012-10-18）.
30. ↑  Hinkle, David. . Joystiq. 2011-03-03  [2011-03-09]. （原始内容存档于2011-06-29）.
31. ↑  Crook, Jordan. . TechCrunch. TechCrunch. 2012-05-31  [2012-07-01]. （原始内容存档于2020-10-29）.
32. ↑  Serrels, Mark. . Kotaku.   [2017-06-26]. （原始内容存档于2018-04-01） （美国英语）.